# スハーシニ・マニラトナム
スハーシニ・マニラトナム（Suhasini Maniratnam、1961年8月15日 - ）は、インドのタミル語映画で活動する女優、映画監督、映画プロデューサー、脚本家。1980年に『Nenjathai Killathe』で女優デビューし、1985年に出演した『Sindhu Bhairavi』で国家映画賞 主演女優賞を受賞した。夫マニラトナムと共同で映画製作会社マドラス・トーキーズを経営するほか、2010年に独身女性の活躍を促進する支援団体ナーム財団を創設した。また、2015年から2020年にかけてルクセンブルクの名誉領事を務めていた。

## 生い立ち
チャールハーサンの娘として生まれ、パラマクディの学校で教育を受けた後、マドラスに移住して祖母と叔父カマル・ハーサンと共に暮らした。

## キャリア
1980年に『Nenjathai Killathe』で女優デビューし、タミル・ナードゥ州映画賞 主演女優賞を受賞した。1983年にはマンムーティ主演の『Koodevide』でマラヤーラム語映画デビューし、1985年にはK・バーラチャンダルの『Sindhu Bhairavi』に出演し、国家映画賞 主演女優賞を受賞している。1999年には『最後の舞』でモーハンラールと共演しており、このほかに『Bandhana』『Suprabhatha』『Muthina Haara』『Himapatha』『Hendithghelthini』『Maathaad Maathaadu Mallige』『School Master』ではヴィシュヌヴァルダンと共演している。
1991年にマドラス・ドゥールダルシャンで放送された『Penn』で監督デビューした。同作は南インドの女性たちの生き方をテーマにした8つのエピソードで構成され、ショーバナ、レーヴァティ、ラーディカー、アマラ・ムカルジーが出演している。1995年に『インディラ』で映画監督デビューし、1997年にはスチトラ・クリシュナムールティ、ラージーヴ・メーナンが出演した短編テレビ映画『Swayamvaram』で監督を務めた。2020年にはAmazonプライム配信のアンソロジー映画『Putham Pudhu Kaalai』の「Coffee, Anyone?」で監督を務め、同作では母親コマラムが出演している。

## 家族
1988年8月26日にマニラトナムと結婚し、1992年に息子ナンダンを出産した。
従姉妹のアヌー・ハーサン、シュルティ・ハーサン、アクシャラ・ハーサンも女優としてタミル語映画で活動している。

## 受賞歴

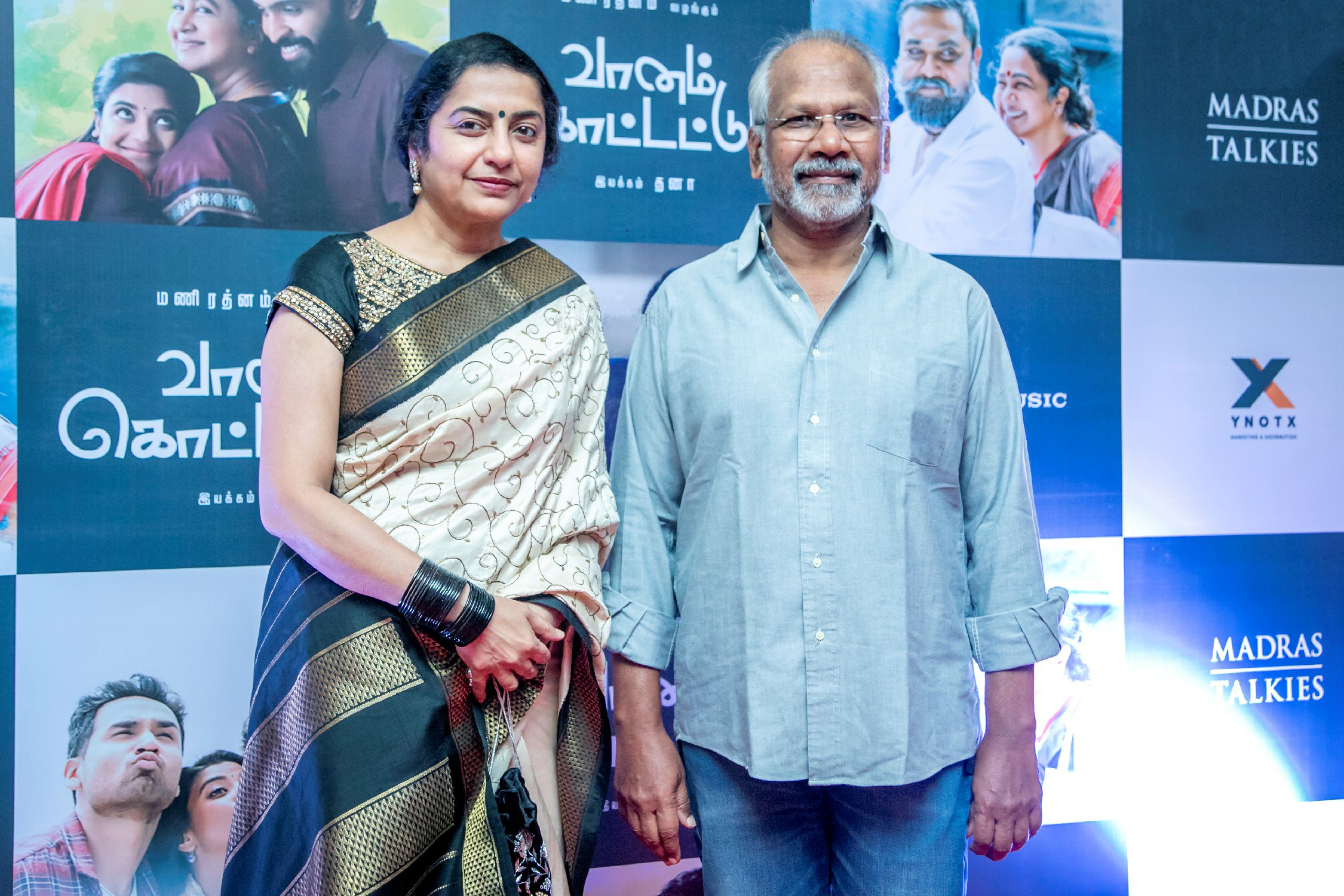
『Vaanam Kottattum』オーディオリリース・イベントに出席するマニラトナム夫妻（2020年）

| 年                                | 部門                         | 作品                         | 結果       | 出典          |
| 国家映画賞                        | 国家映画賞                   | 国家映画賞                   | 国家映画賞 | 国家映画賞    |
| --------------------------------- | ---------------------------- | ---------------------------- | ---------- | ------------- |
| 1986年                            | 主演女優賞                   | 『Sindhu Bhairavi』          | 受賞       | [ 13 ]        |
| フィルムフェア賞 南インド映画部門 |                              |                              |            |               |
| 1981年                            | タミル語映画部門主演女優賞   | 『Avan Aval Adhu』           | ノミネート |               |
| 1982年                            | タミル語映画部門主演女優賞   | 『Palaivana Solai』          | ノミネート |               |
| 1983年                            | タミル語映画部門主演女優賞   | 『Gopurangal Saivathillai』  | ノミネート |               |
| 1984年                            | カンナダ語映画部門主演女優賞 | 『Benkiyalli Aralida Hoovu』 | 受賞       | [ 14 ]        |
| 1985年                            | テルグ語映画部門主演女優賞   | 『Swathi』                   | 受賞       | [ 15 ]        |
| 1986年                            | タミル語映画部門主演女優賞   | 『Sindhu Bhairavi』          | ノミネート |               |
| 1986年                            | テルグ語映画部門主演女優賞   | 『Sravanthi』                | ノミネート |               |
| 1987年                            | テルグ語映画部門主演女優賞   | 『Sirivennela』              | ノミネート |               |
| 1988年                            | テルグ語映画部門主演女優賞   | 『Samsaram Oka Chadarangam』 | ノミネート |               |
| 1989年                            | カンナダ語映画部門主演女優賞 | 『Suprabhatha』              | 受賞       | [ 16 ]        |
| 1991年                            | カンナダ語映画部門主演女優賞 | 『Muthina Haara』            | 受賞       | [ 17 ] [ 18 ] |
| 1996年                            | タミル語映画部門監督賞       | 『インディラ』               | ノミネート |               |
| 2011年                            | テルグ語映画部門助演女優賞   | 『Leader』                   | ノミネート |               |
| 南インド国際映画賞                |                              |                              |            |               |
| 2013年                            | テルグ語映画部門助演女優賞   | 『Gabbar Singh』             | ノミネート |               |
| 2015年                            | タミル語映画部門助演女優賞   | 『Ramanujan』                | ノミネート |               |
| 2015年                            | カンナダ語映画部門助演女優賞 | 『Sachin! Tendulkar Alla』   | 受賞       |               |
| ケララ州映画賞                    |                              |                              |            |               |
| 1987年                            | 主演女優賞                   | 『Ezhuthapurangal』          | 受賞       | [ 19 ]        |
| 2001年                            | 主演女優賞                   | 『Theerthadanam』            | 受賞       | [ 20 ]        |
| タミル・ナードゥ州映画賞          |                              |                              |            |               |
| 1980年                            | 主演女優賞                   | 『Nenjathai Killathe』       | 受賞       | [ 21 ]        |
| 1992年                            | ラージャー・サンドゥ賞       | N/A                          | 受賞       | [ 22 ]        |
| ナンディ賞                        |                              |                              |            |               |
| 1984年                            | 主演女優賞                   | 『Swathi』                   | 受賞       | [ 23 ]        |
| 2001年                            | 助演女優賞                   | 『Nuvvu Naaku Nachav』       | 受賞       | [ 23 ]        |
| ケララ映画批評家協会賞            |                              |                              |            |               |
| 1983年                            | 主演女優賞                   | 『Koodevide』                | 受賞       | [ 24 ]        |
| ヴィジャイ・アワード              |                              |                              |            |               |
| 2015年                            | 助演女優賞                   | 『Ramanujan』                | ノミネート |               |
| CineMAA賞                         |                              |                              |            |               |
| 2008年                            | 助演女優賞                   | 『Sri Mahalakshmi』          | 受賞       |               |
| 2011年                            | 助演女優賞                   | 『Leader』                   | 受賞       |               |
| シネマ・エクスプレス賞            |                              |                              |            |               |
| 1988年                            | テルグ語映画部門助演女優賞   | 『Gowthami』                 | 受賞       |               |
| 1989年                            | カンナダ語映画部門助演女優賞 | 『Suprabhatha』              | 受賞       |               |